# Đậu rồng
Đậu rồng, đậu khế, đậu xương rồng hay đậu cánh (tiếng Anh: Winged bean, Goa bean, Asparagus pea,...) (danh pháp hai phần: Psophocarpus tetragonolobus) là một loài cây thuộc họ Đậu (Fabaceae). Hầu hết các bộ phận của loài cây này đều được sử dụng trong ẩm thực Đông Á. Đậu rồng được biết đến như là "sự kết hợp của họ thân cuốn" vì nó bao hàm các đặc điểm của các loài khác nhau như đậu non, đậu vườn, rau chân vịt, nấm, đậu tương, giá đỗ và cả khoai tây. Trong các loài thực vật, đậu rồng là loài cây tất cả các bộ phận của nó đều có thể ăn được.

### Đặc điểm sinh học

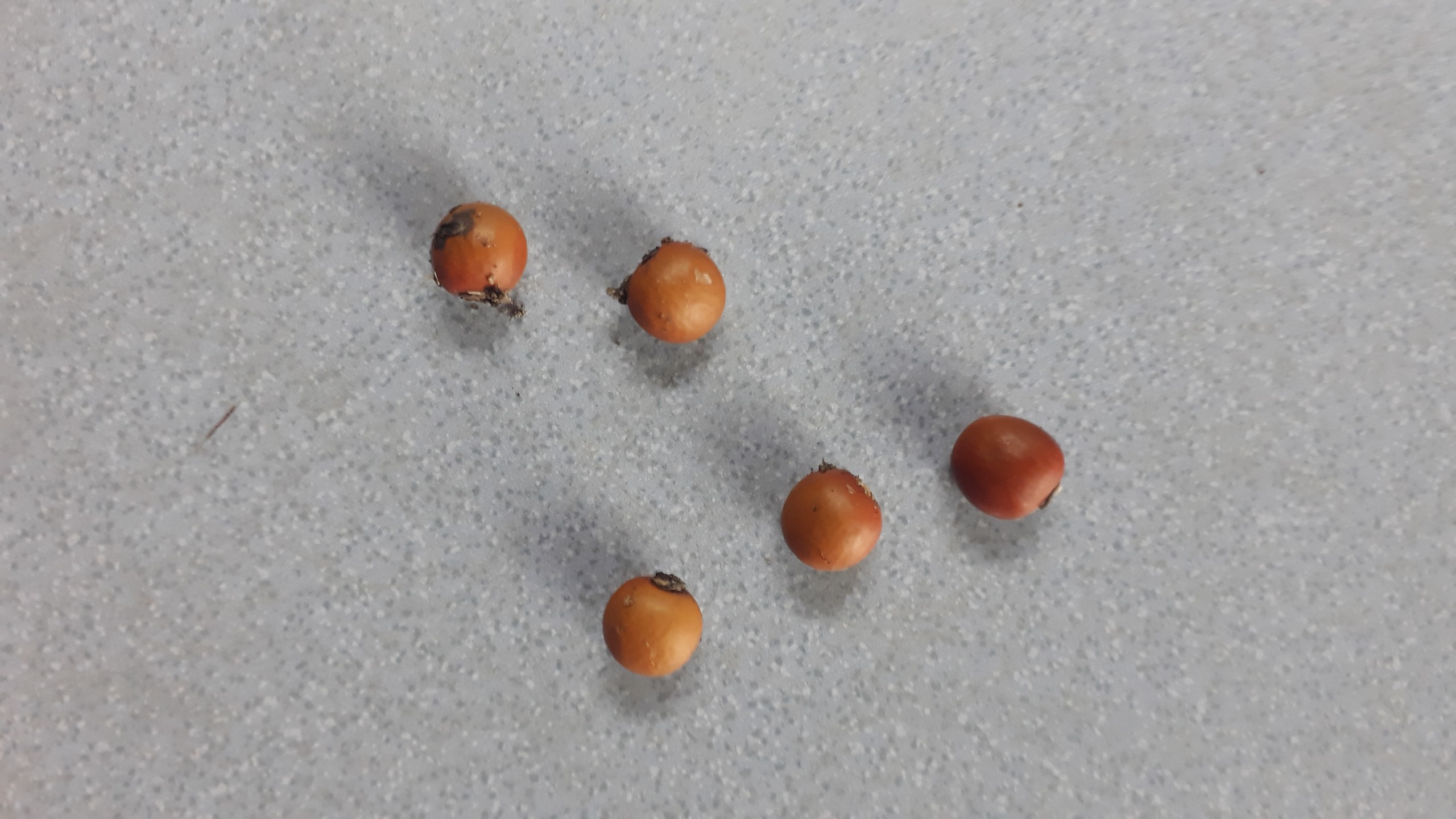
Hạt đậu rồng

## Ảnh

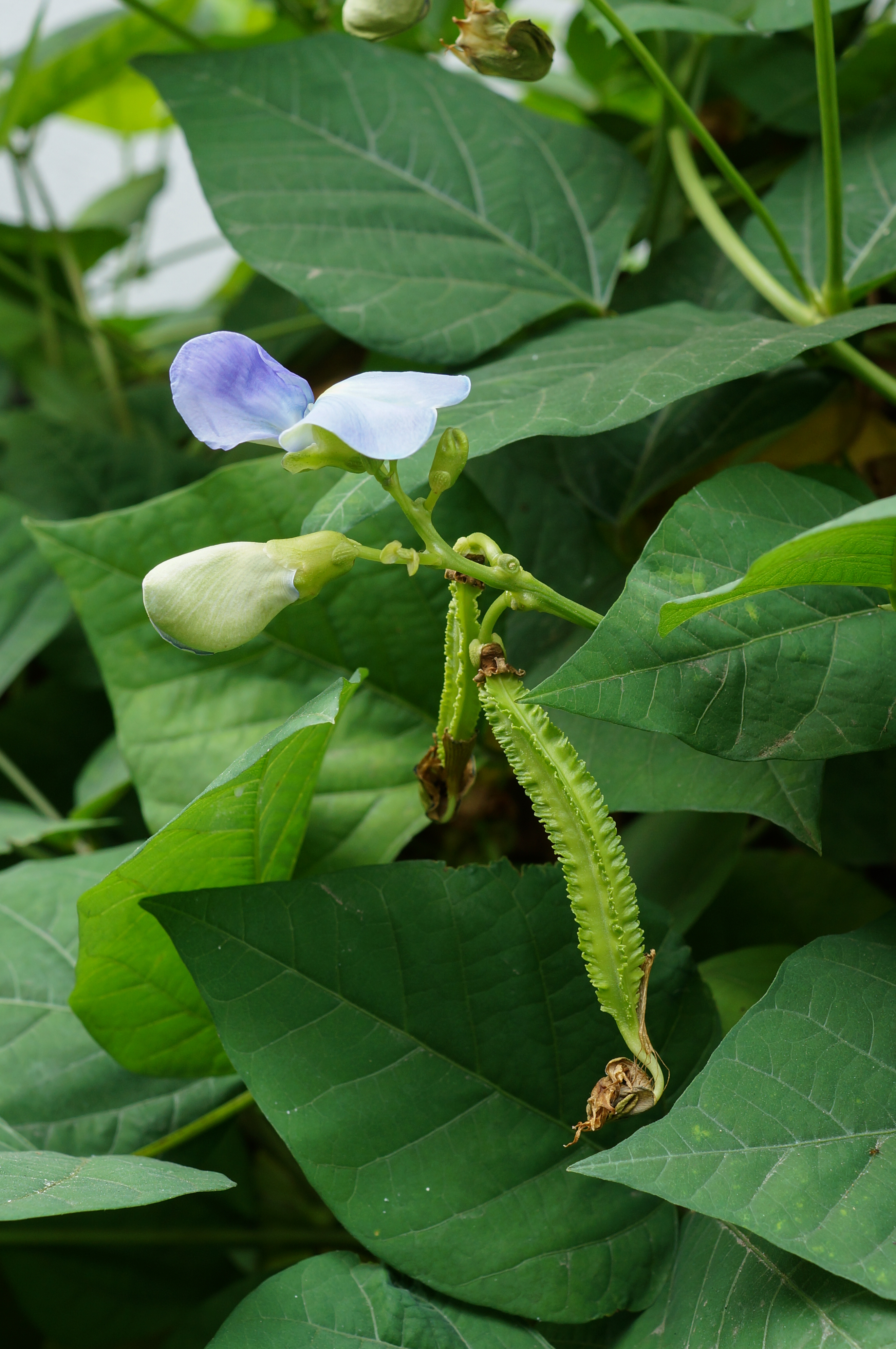
Hoa và quả đậu rồng
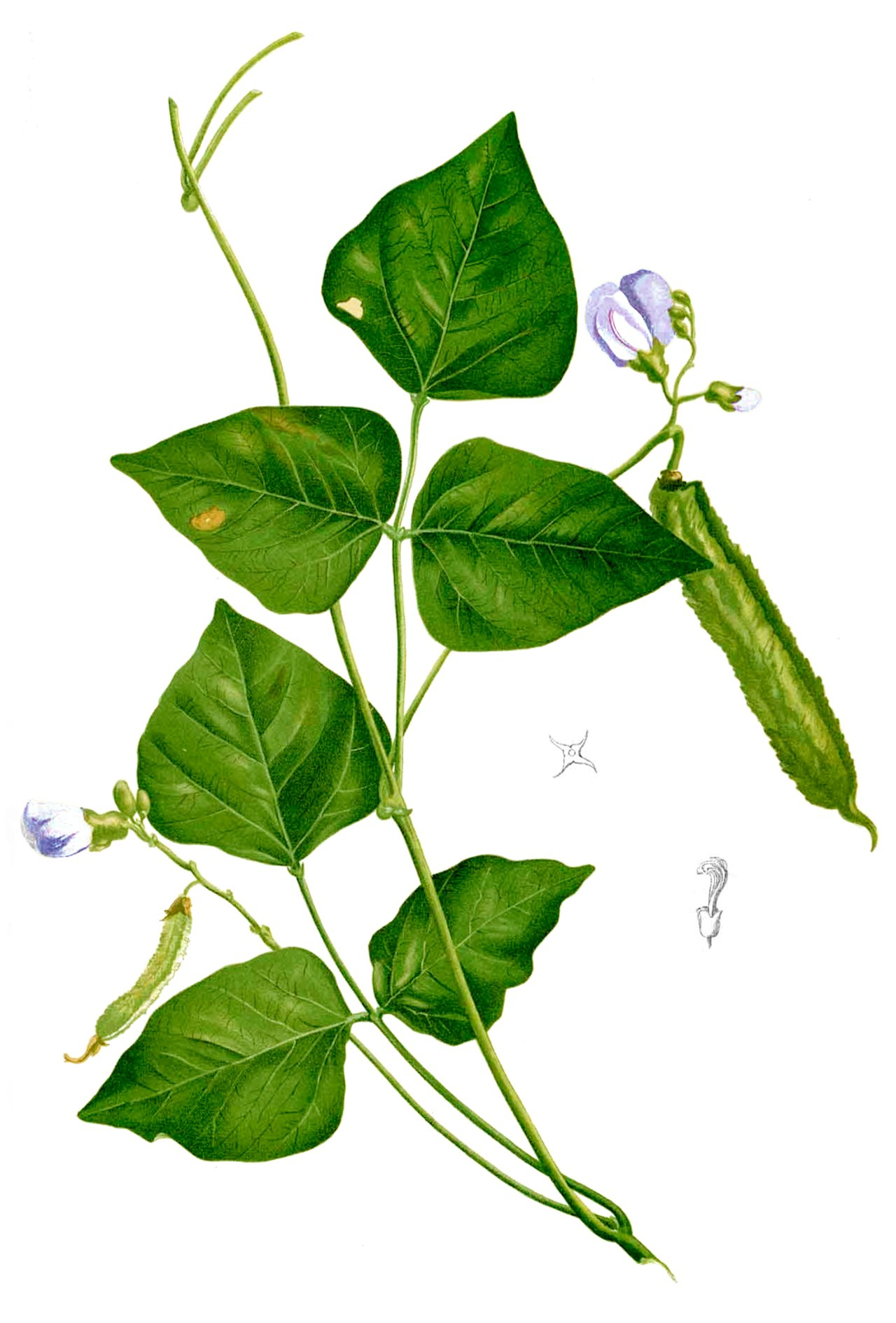
Một nhánh cây của đậu rồng có quả
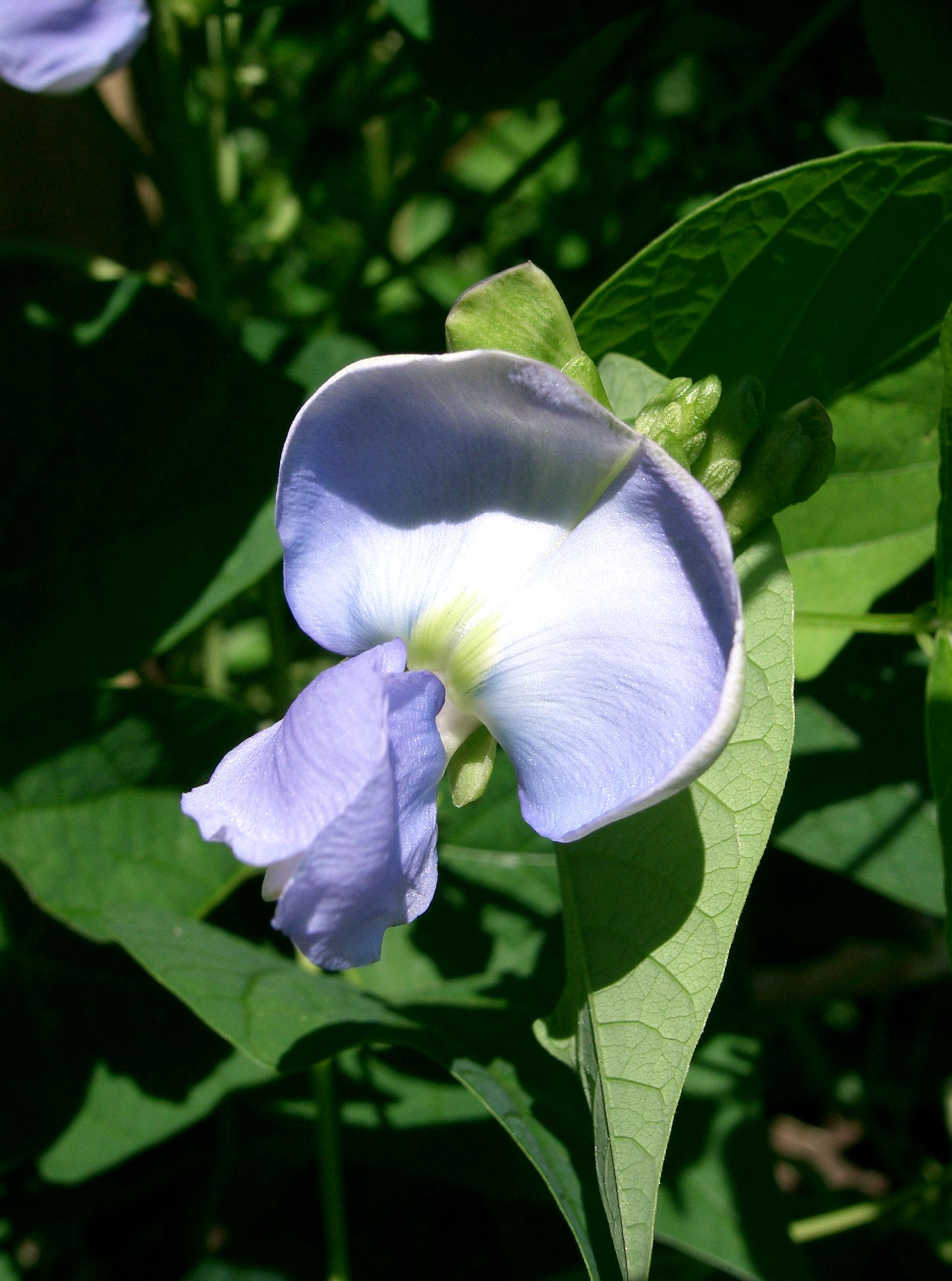
Hoa đậu rồng trong giai đoạn ra quả
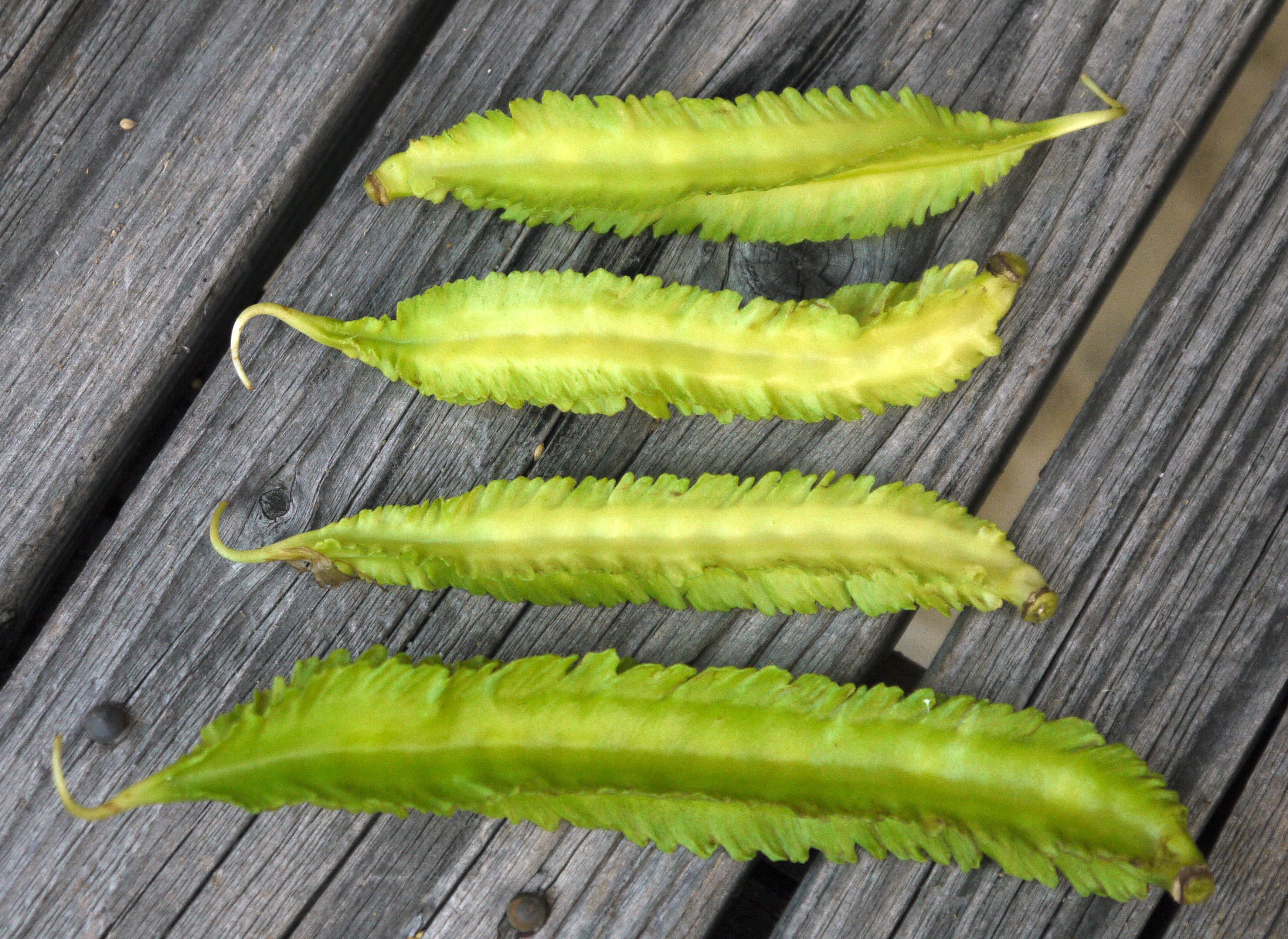
Ảnh của một quả đậu rồng đã hoàn tất quá trình sinh trưởng
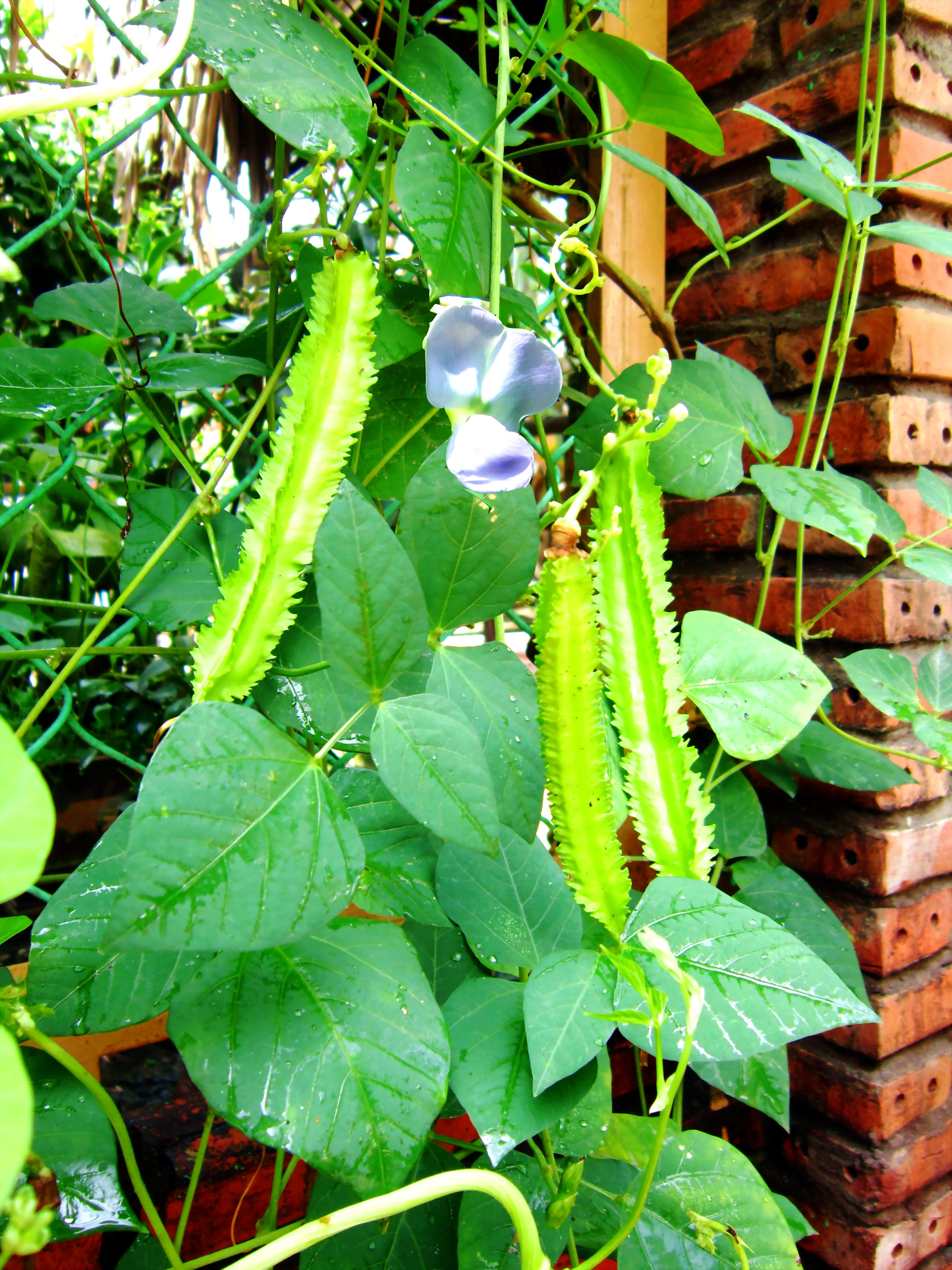
Một cây đậu rồng có quả và hoa

## Phạm vi và môi trường sống